# マティアス・スーレ
マティアス・スーレ（Matìas Soulé, 2003年4月15日 - ）は、アルゼンチン・マル・デル・プラタ出身のサッカー選手。セリエA・ASローマ所属。ポジションはフォワード。

## クラブ経歴
ベレス・サルスフィエルドユース出身で、2020年1月にユヴェントスFCのユースチームにフリー移籍した。この時ベレスからのプロ契約を断り、サポーターから誹謗中傷や脅迫を受けている。プリマヴェーラで頭角を現すと、UEFAユースリーグのチェルシー戦やリザーブチームのユヴェントス Next Genでもゴールを決めた。
2021年9月には契約を2026年まで延長しトップチームに召集されるようになると、2021年11月30日のサレルニターナ戦にてトップチーム初出場を果たした。2023年3月12日のUCサンプドリア戦ではトップチーム初ゴールを決めた。
2023年8月28日、フロジノーネ・カルチョへの1年間のレンタル移籍が発表された。2023-24シーズンは、公式戦36試合に出場し11得点3アシストを記録した。
2024年7月30日、ASローマに移籍した。背番号は18番。8月18日、セリエA開幕戦のカリアリ戦に先発出場して移籍後初出場を果たした。

## 代表経歴
2021年11月3日、ワールドカップ南米予選に向けたアルゼンチン代表にトップチームで未出場ながら初選出された。